# Бргљез
Бргљез или пузавац (лат. Sitta europaea) јесте врста птице из породице бргљези.

## Опис
Бргљез има изражене црне очне пруге, танак кљун, кратак реп, одозго је сив. Једина је међу европским птицама која низ дрво силази наглавачке. Живи у шумама, парковима, увек се налази на дрвећу, зими се често са сеницама удружују у јата. Ова птица је станарица. Велика је од 12 до 15 центиматара.

## Слике
- Женка бргљеза
- Птица бргљез
- Птице Ниша
- Бргљез у Чаиру
- Птице у парку Чаир
- Бргљез у парку Чаир
- Бргљез на дрвету
- Чаир Ниш
- Птице